# Chongwe (Fluss)
Der Chongwe ist ein etwa 150 Kilometer langer Fluss in Sambia.

## Verlauf
Das Chongwe-Einzugsgebiet lässt sich in zwei unterschiedliche Gebiete unterteilen: einen bergigen unteren Teil und den relativ flachen oberen Teil. Das Gelände im oberen Teil liegt zwischen 1000 und 1300 Metern über dem Meeresspiegel, während der untere Chongwe von ungefähr 1300 Metern (mit Gipfeln bis zu 1500 Metern) bis zum Sambesi auf 330 Metern Höhe reicht.
Der Fluss entspringt bei Chisamba auf halbem Weg zwischen Lusaka und Kabwe auf etwa 1150 m. Sein Verlauf ist in südöstlicher Richtung. In seinem Oberlauf durchquert er überwiegend kleinlandwirtschaftlich genutzte Gebiete. Er fließt mit schwachem Gefälle auf die Kante des zentralen Plateaus zu. Er erreicht die Stadt Chongwe. Gut 30 km weiter ändert sich die Landschaft und der Fluss bekommt, in dem nun bergigen Gebiet, ein höheres Gefälle. Er fließt durch tiefer werdende Schluchten in das Sambesital, bis er schließlich in diesen mündet. Er mündet direkt bei Mana Pools in den Sambesi und bildet die Grenze des Unteren-Sambesi-Nationalparks.

## Hydrologie
Die Abflussmenge des Flusses wurde am Auslass des oberen Chongwe Einzugsgebiets in m³/s gemessen (Werte aus Diagramm abgelesen).

## Tourismus
Sein Tal ist ein beliebtes Ferien- und Wochenendziel für die Bevölkerung aus Lusaka. Seine Ufer sind mit Lodges und Camps geradezu gepflastert. In seiner lieblichen Überschaubarkeit ist sein Tal ein scharfer Kontrast zur Wildheit des Sambesitales, in das er reicht.